# Časlav Popović
Časlav Popović (Senta, 15. januar 1945) advokat је koji živi u Novom Sadu. Bio je deo uprave više poslovnih preduzeća i od 1997. godine gradonačelnik Novog Sada sa Demokratskom strankom, do 1999. kada je podneo ostavku.

## Život
Časlav je rođen u Senti 15. januara 1945. godine od oca Branka Popovića, kapetana prve klase Jugoslovenske Kraljevske vojske, i od majke Gordane Branovački, senćanke čija porodica spada u vojvođansko vojno plemstvo.
U Senti je završio gimnaziju 1964. godine. Zatim upisao Pravni fakultet u Novom Sadu, da bi, polaganjem sudsko-advokatskog ispita, počeo da radi kao advokat.
Godine 1969. oženio se Kraljevčankom Mirijanom Milošević, nastavnicom novosadske elektrotehničke škole Mihajlo Pupin.
Rodio mu se prvi sin Branko 1971. godine, koji se bavi pozorištem i umetnošću.
Godine 1975. postao je zamenik generalnog direktora građevinskog preduzeća NEIMAR-NOVI SAD. Radi se o složenom poslovnom sistemu koji je u svom sastavu imao 12 manjih preduzeća i internu banku.
Drugi sin Rastko rodio se 1977. godine, koji je sledio oca i postao advokat.
Posle skoro deceniju rada u NEIMAR-u, 1984. godine Časlav je dobio u Novosadskoj Banci mesto potpredsednika, na kom je bio 4 godine. Decembra 1989. godine potpisao je menadžerski ugovor sa privatnim spoljnotrgovinskim preduzećem Fingra i bio direktor tog preduzeća do 1994. godine. U tom periodu, zbog sankcija, bio je i direktor tog preduzeća u Mađarskoj, jer je tamo premešteno poslovanje preduzeća. Godinu dana je živeo sa porodicom u centru Budimpešte.
Od 1995. je ponovo otvorio advokatsku kancelariju u Novom Sadu.
Godine 1997, 1. januara, postavljen je za predsednika gradske vlade Novog Sada. Podneo je ostavku i vratio se advokaturi 1999. godine, otvarajući u centru grada veliku advokatsku kancelariju u udruženju sa drugim novosadskim advokatima.

## Spoljašnje veze
http://www.nsreporter.rs/aktuelno/intervju/dok-su-padale-bombe-politicari-su-se-krili-na-fruskoj-gori/ Архивирано на веб-сајту  (4. март 2016)